# 恶虎藏纹
《恶虎藏纹》（羅馬化：Payak Raai Sorn Laai）是一部由寶金鐘制作公司承制，帕努瓦·普利马尼楠、玛缇娜·丹迪布拉素、坎丽亚·尼尔霍斯等人主演的泰国动作剧。此剧改编自同名泰语小说，并于2022年7月29日举行祭祀仪式。

## 演员阵容
- 帕努瓦·普利马尼楠（Ice）
- 玛缇娜·丹迪布拉素（Yam）
- 坎丽亚·尼尔霍斯（Lita）
- 恰约隆·西岚亚堤迪（Chai）
- 琳拉妮·斯莉彭（Joy）
- 阿奴沏·萨潘彭（Oh）
- 塔拉·提帕（Boat）
- 茶诺素妲·兰莎纳维斯（Gap）
- 帕泽功·布莎娜瓦迪（Cine）
- 查妮达·彭西皮帕特（Best）
- 彭萨帕特·坎卡姆（Fluke）
- Peerakrit Phacharaboonyakiat（Friend） 饰演 Ryu Dragon